# Heterias pusilla
Heterias pusilla är en kräftdjursart som först beskrevs av Sayce1900.  Heterias pusilla ingår i släktet Heterias och familjen Janiridae. Inga underarter finns listade i Catalogue of Life.